# David Sylvester
Anthony David Bernard Sylvester CBE, (* 21. September 1924 in London; † 19. Juni 2001 ebenda) war ein englischer Autor, Kunstkritiker und Kurator. Er war ein Vordenker der modernen Kunst in Großbritannien und förderte die Künstler Francis Bacon und Lucian Freud. Sylvester prägte den Begriff Kitchen Sink Realism (Spülbecken-Realismus).

## Leben
David Sylvester entstammte einer wohlhabenden jüdischen Familie aus dem Norden von London. Nach Schwierigkeiten an der University College School wurde er aus dem Elternhaus verstoßen. Er schrieb zunächst für die demokratisch-sozialistische Wochenzeitschrift The Tribune. 1947 ging er nach Paris, wo er Alberto Giacometti kennenlernte, der einen großen Einfluss auf ihn hatte. In der Folgezeit schrieb Sylvester für verschiedene Publikationen, darunter für den Observer und die Wochenzeitung New Statesman. Ein konstanter Schwerpunkt seiner kunstkritischen Schriften war die direkte Reaktion auf Kunstwerke. 1954 prägte Sylvester den Begriff Kitchen Sink Realism (Spülbecken-Realismus) in einem gleichnamigen Artikel über die Trends der modernen englischen Kunst und bezog sich dabei vornehmlich auf ein expressionistisches Gemälde von John Bratby, das ein Spülbecken zeigt. Obwohl Sylvester den Begriff in einem negativen Kontext gebraucht hatte, wurde er dennoch von anderen Künstlern, Literaten und Theatermachern übernommen. Während der 1950er Jahre arbeitete Sylvester als Ausstellungsmacher mit Henry Moore, Lucian Freud und Francis Bacon zusammen, außerdem unterstützte er Richard Hamilton und weitere Vertreter der aufkommenden britischen Pop Art. Er bewunderte aber vor allem den 1957 verstorbenen englischen Modernen David Bomberg. In den 1960er Jahren wurde Sylvester zu einer prominenten Person der britischen Kunstszene; er hatte im Arts Council of Great Britain und in vielen Gremien der englischen Kunstszene wichtige beratende Positionen inne. 1969 kuratierte er zusammen mit Nicholas Serota die Renoir-Ausstellung in der neugegründeten Hayward Gallery in London.
Sylvester verfasste Künstler-Monografien und Ausstellungskataloge, die oftmals im Rahmen von Interviews gehalten sind und konzipierte zahlreiche Ausstellungen. 1993 erhielt er einen Goldenen Löwen der Biennale von Venedig für die von ihm kuratierte Francis-Bacon-Retrospektive.
Die Académie royale des Sciences, des Lettres et des Beaux-Arts de Belgique in Brüssel nahm ihn Anfang Januar 2000 als assoziiertes Mitglied auf.
David Sylvester war in erster Ehe mit Pamela Briddon verheiratet, aus der Verbindung gingen drei Töchter hervor. Außerdem war er der Vater der Künstlerin Cecily Brown (* 1969; aus der Beziehung mit der schottischen Schriftstellerin Shena Mackay).

## Bücher (Auswahl)
- D. S. (Hrsg.): René Magritte Catalogue Raisonné, Bde. I–V, The Menil Foundation, Mercatorfonds, Antwerpen, 1992–1997.
- Willem de Kooning – Paintings; mit Richard Shiff und Marla Prather, Yale University Press, 1994, ISBN 0-300-06011-4. (englisch)
- Looking at Giacometti. Pimlico, 1995, ISBN 0-7126-7461-6. (englisch)
- About Modern Art: Critical Essays, 1948–96. Chatto & Windus 1996, ISBN 0-7011-6268-6. (englisch)
- Gespräche mit Francis Bacon; deutsche Übersetzung bei Prestel, 1997, ISBN 3-7913-1795-4.
- Looking Back at Francis Bacon, Thames & Hudson, London, 2000.
- Weight and Measure, Richard Serra; mit Stephan Erfurt, Alexander v. Berswordt (Hrsg.), Richter Verlag, Düsseldorf 2000, ISBN 3-933807-16-6. (deutsch/englisch)
- Interviews with American Artists. Pimlico, 2002, ISBN 0-7126-6835-7. (englisch)
- Magritte. Parkland, 2003, ISBN 3-89340-034-6.